# Kościół Podwyższenia Krzyża Świętego w Dąbrowie Górniczej
Kościół Podwyższenia Krzyża Świętego – rzymskokatolicki kościół parafialny należący do dekanatu dąbrowskiego – Najświętszego Serca Pana Jezusa diecezji sosnowieckiej. Znajduje się w Łośniu – dzielnicy Dąbrowy Górniczej.
Świątynia została wzniesiona dzięki staraniom księdza Jana Bronikowskiego oraz miejscowego Komitetu Budowy Kościoła w latach 1890-1910 jako filialna należąca do parafii Podwyższenia Krzyża Świętego w Sławkowie. W latach 1916–1958 była filią należącą do parafii Najświętszej Maryi Panny Częstochowskiej w Łęce. Uroczyście została poświęcona (konsekrowana) w dniu 16 października 1960 roku przez biskupa częstochowskiego Zdzisława Golińskiego. We wnętrzu znajduje się wizerunek Jezusa ukrzyżowanego pochodzący z XVIII wieku, który był umieszczony wcześniej w drewnianej kaplicy, stojącej na miejscu obecnej świątyni.